# 福蒂·绍穆
福蒂·绍穆（匈牙利語：Fóti Samu，1890年5月17日—1916年6月17日），匈牙利男子竞技体操运动员。他曾获得1912年夏季奥运会体操比赛男子团体全能银牌。他在该届奥运会也参加了田径比赛。